# Transfer Pak

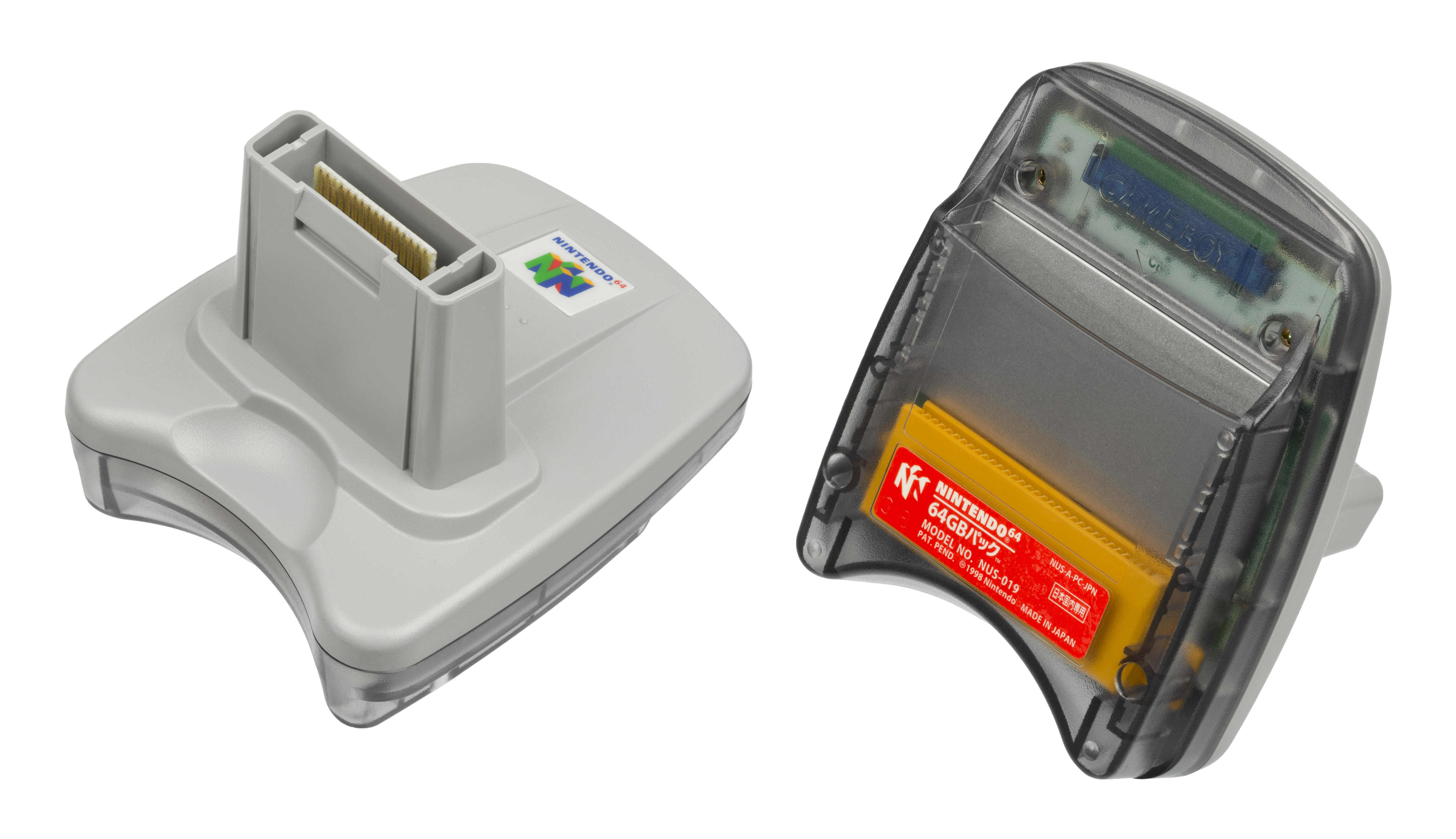
O Transfer Pak.

Transfer Pak é um acessório feito pela Nintendo para o Nintendo 64 que permite a transferência de data entre o sistema e um cartucho de Game Boy ou Game Boy Color. O Transfer Pak possui uma entrada para Game Boy Color e uma parte que se encaixa da entrada de acessórios do controle do Nintendo 64. É considerado e predecessor do cabo Gamecube-game Boy Advance.
O Transfer Pak foi incluído com o jogo Pokémon Stadium, já que a principal característica do jogo era importar Pokémons dos jogos do Game Boy. Pokémon Stadium também possuía um modo chamado "GB Tower" para jogar Pokémon Red, Blue, e Yellow no N64 através de um emulador de Game Boy embutido (que tinha os modos destraváveis "Doduo" e "Dodrio" que poderiam aumentar a velocidade do jogo em 2 e 3 vezes, respectivamente).
Foi originalmente planejado que o jogo Perfect Dark seria capaz de se conectar com a Game Boy Camera e tirar fotos das faces do jogador para inseri-las dentro dos personagens do Perfect Dark. Esta característica foi cortada na versão final. Ao invés disso, quando a versão do Game Boy era conectada com a do N64 através do Transfer Pak, o jogador destravaria um Cloaking Device para uso em qualquer momento, um R-Tracker para procurar qualquer arma escondida em uma fase, Hurricane Fists que permitiam um soco com mais força, e a famosa trapaça de Todas as Armas, que além de disponibilizar todas as armas do jogo, dava versões duplas de armas de uma mão e o acesso a todas as armas clássicas.
Não é possível jogar jogos de Game Boy no N64 com o Transfer Pak, como era possível com o Super Game Boy no SNES, apesar que os jogos de Pokémon (citados abaixo) eram possíveis de "emular" por dentro do Pokémon Stadium 2 (a qualidade gráfica era razoável até)
| Jogo de Nintendo 64   | Jogo de Game Boy / Game Boy Color                        |
| --------------------- | -------------------------------------------------------- |
| Mario Artist (64DD)   | Game Boy Camera                                          |
| Mario Golf            | Mario Golf                                               |
| Mario Tennis          | Mario Tennis                                             |
| Mickey’s Speedway USA | Mickey’s Speedway USA                                    |
| Perfect Dark          | Perfect Dark                                             |
| Pokémon Stadium       | Pokémon Red, Pokémon Blue, e Yellow                      |
| Pokémon Stadium 2     | Pokémon Red and Blue, Yellow, Gold and Silver, e Crystal |